# Masaru Matsuhashi
Masaru Matsuhashi (jap. 松橋 優 Matsuhashi Masaru; ur. 22 marca 1985) – japoński piłkarz występujący na pozycji obrońcy. Obecnie występuje w Ventforet Kofu.

## Kariera klubowa
Od 2007 roku występował w klubach Oita Trinita i Ventforet Kofu.